# Италијанско-руски односи
Односи Италије и Русије су билатерални спољни односи две земље, оличени у такозваним привилегованим односима.

## Поређење земаља
| Службени назив                      | Руска Федерација                            | Италијанска Република                    |
| Застава                             | Русија                                      | Италија                                  |
| Грб                                 |                                             | Грб Италије                              |
| Химна                               | Државна химна Руске Федерације              | Ил Цанто дегли Италиани                  |
| Главни град                         | Москва                                      | Рим                                      |
| Највећи град                        | Москва                                      | Рим                                      |
| Влада                               | Савезна полупредседничка република          | Унитарна парламентарна уставна република |
| Поглавар државе                     | Владимир Путин                              | Серђо Матарела                           |
| Председник владе                    | Михаил Мишустин                             | Ђорђа Мелони                             |
| Службени језик                      | Руски                                       | Италијански                              |
| Подручје                            | 17.124.442 км 2 (6.612.073 квадратних миља) | 301.340 km2 (116.350 sq mi)              |
| Временске зоне                      | 11                                          | 1                                        |
| Популација                          | 146,009,033                                 | 59,126,000                               |
| Густина насељености                 | 8,4/км 2                                    | 201/км 2                                 |
| БДП (номинални)                     | 1.710 билиона долара                        | 2.106 билиона долара                     |
| БДП (номинални) по глави становника | $11,654                                     | $34,997                                  |
| БДП (ППП)                           | 4.328 билиона долара                        | 2.610 билиона долара                     |
| БДП (ППП) по глави становника       | $29,485                                     | $43,376                                  |
| хДИ                                 | 0.824                                       | 0.892                                    |
| Валута                              | руска рубља                                 | евро                                     |

## Генерал
Русија има амбасаду у Риму и конзулате у Ђенови, Милану и Палерму, а Италија има амбасаду у Москви, конзулат у Санкт Петербургу, два генерална конзулата (у Јекатеринбургу и Калињинграду) и два огранка амбасаде (у Самари и Волгограду). Обе земље су пуноправне чланице Савета Европе и Организације за европску безбедност и сарадњу.

## Историја
У погледу међународних односа, било је мало интеракције између Италије и Русије, осим улоге коју је Москва контролисала над Комунистичком партијом Италије од 1920. до 1991. године. Заједнице исељеника у једној другој земљи једва да постоје.
Италија игра важну улогу јер је ова земља један од кључних партнера Русије у Европи. Ове две земље су годинама имале позитиван дијалог. Као резултат тога, ове државе су успоставиле различита економска партнерства и билатералне политичке споразуме. Италију и Русију повезују културни и историјски односи. Италија је заинтересована да задржи јаке односе из геополитичких разлога.

### Руско царство
Петар Велики и други руски лидери тражили су културне моделе у италијанским градовима, посебно у архитектури и музици. Италија је за Русе била пример највиших стадијума културе, било класичне, ренесансне или барокне. На пример, Казанска катедрала у Санкт Петербургу делом је направљена по узору на базилику Светог Петра у Риму. Класична руска књижевност 19. и почетка 20. века била је под снажним утицајем ренесансне Италије.
После победе над Наполеоном 1815, Русија је оспорила доминантну позицију Аустрије у северној Италији. Принц Клеменс фон Метерних је успешно одговорио, а руски цар Александар I је коначно поступио 1819–1820.
Петрушка остаје најпознатија луткарска представа у Русији. Италијански луткари су га увели у првој трећини 19. века. Док је већина главних ликова дошла из Италије, убрзо су трансформисани додавањем материјала из руских лубки и интермедија .
Италијански трговци су цветали у Одеси у 19. веку. Они су помогли развој комерцијалног бродарства у Црном мору. Активно су учествовали у јавном и културном животу града и покренули пројекте за побољшање услова пословања у Одеси.
Руски цар Николај I (владао 1825–1855) био је велики колекционар, покровитељ и промотер уметности. Он је фаворизовао италијанску културу и наметнуо је свој укус и естетску оријентацију делима која је куповао за своју личну уметничку колекцију и за музеј Нови Ермитаж, који је отворио 1852. године.
Као одговор на уједињење Италије, Русија је прекинула дипломатске односе са Сардинијом-Пијемонтом (данас Краљевина Италија) 1861. Међутим, односи су поново успостављени следеће године.
1914. Италија је одбила да прати своје званичне савезнике, Немачку и Аустроугарску, у Први светски рат . Преговарала је о бољем договору са Савезницима, посебно у погледу освајања територије од Аустроугарске . Русија је имала свој интерес у том региону, што је компликовало преговоре, али је њена преговарачка позиција била у великој мери ослабљена великим војним губицима. Британија и Француска успеле су да до априла 1915. натерају Русију да одустане од подршке већини српских потраживања и прихвати услове за улазак Италије у рат, што би ограничило стратешко присуство Русије на послератном Јадрану .

### Италијанско-совјетски односи
Владе фашистичке Италије Бенита Мусолинија и Совјетског Савеза Јосифа Стаљина признале су једна другу као де јуре владе својих земаља и успоставиле су дипломатске односе 7. фебруара 1924, убрзо након смрти Владимира Лењина . Прелиминарни трговински споразум склопљен је 26. децембра 1921, за који је један историчар приметио да пакт „означава де факто признање Совјетског Савеза“ од стране Италије. Обе државе су 2. септембра 1933. потписале Уговор о пријатељству, неагресији и неутралности, и иако је уговор формално остао на снази до италијанске објаве рата Совјетском Савезу 22. јуна 1941. године, односи су већ деградирали доласком Други итало-етиопски рат и Шпански грађански рат .
Палмиро Тољати је био дугогодишњи лидер Комунистичке партије Италије од 1927. до 1964. године. Остао је у Москви када је Мусолинијева фашистичка влада ухапсила све водеће чланове Комунистичке партије. Коминтерна је, под Стаљиновим вођством, изабрала Тољати за партијског вођу Италије. Остао је у Москви, али је држао партију чврсто на окупу. Током Другог светског рата руководио је италијанским комунистичким отпором и вратио се у Италију 1944. Стаљин није дозволио италијанским комунистима да уложе напор да заузму Италију 1944. до 1945. године. Тољати је остао у блиском контакту са Москвом и постао је главни играч у италијанској политици. Демохришћани су га обично надмудрили са својим америчким савезницима.
Године 1936. Лига народа увела је економске санкције Италији због њене агресије на Етиопију . Совјетски Савез, који је у то време био у доброј позицији са Лигом, генерално је примењивао санкције нагло смањивши трговину са Италијом, кршећи итало-совјетски пакт .
Италија је прекршила пакт по други пут тиме што је одмах одговорила на захтеве Републике Финске за војну помоћ и опрему за употребу против совјетске владе. Краљевско италијанско ваздухопловство ( Региа Аеронаутица Италиана ) послало је тридесет пет ловаца Фиат Г.50, док је Краљевска италијанска војска ( Регио Есерцито Италиано ) испоручила 94 500 нових М1938 7,35 mm пушке за употребу финске пешадије. Међутим, нови партнер Совјетског Савеза Немачка је пресрела већину помоћи Италије и пустила је тек када је мир био склопљен. У Зимском рату на страни Финске борила се и шачица италијанскиххдобровољаца.
Крајем 1930-их, Немачка је планирала да добије Лебенсраум инвазијом на Совјетски Савез уз подршку Италије, сарадњом са Пољском, пријатељством са Британијом и изолацијом Француске. Италија је благо подржавала, али хитлеров програм је пропао због пољске повучености, британског одбијања помирења 1939. године, совјетске снаге и америчког уласка у рат у знак подршке Совјетима.
Чак и током немачко-совјетског рата, када је Италија била на страни Немачке у борби против Совјета, италијанске трупе су биле познате по томе што су третирале совјетске цивиле много боље него Немци. Након што су Италијани 29. септембра 1943. потписали акт о предаји Савезницима, на Конференцији три силе у Москви, Совјети, Американци и Британци су усвојили Декларацију о Италији за свргавање фашизма у Италији, забрањујући фашистима јавног живота и успостављања „демократских органа”. Совјетски Савез је обновио пуне дипломатске односе са Италијом 25. октобра 1944. Уговор о трговини и пловидби потписан је 11. децембра 1948.
На одлучујућим изборима 1948. умешали су се и Совјети и Американци. Комунисти су започели штрајкове, масовне скупове, нападе на полицијске станице и заузимање фабрика. Американци су одговорили претњом војном интервенцијом у случају комунистичког пуча. Демохришћани су победили на антикомунистичкој платформи, комунисти су били замрзнути са власти на националном нивоу у Италији иако су и даље контролисали локалне самоуправе у индустријским градовима.
Између 1958. и 1968. односи Италије и Совјетског Савеза били су део промена у светској политици између краја стаљинизма и почетка детанта . Кључну улогу у приближавању имао је Аминторе Фанфани, који је у деценији 1958-1968. три пута био премијер и три пута био задужен за спољне послове. У ове две улоге, био је један од најважнијих архитеката оријентације и управљања међународном акцијом Рима у деценији.
У деценији 1958-1968 издвајају се два момента. Прва фаза обухвата временско раздобље трећег законодавног тела у Италији (1958—1963) и, са совјетске стране, последњих пет година хрушчовљевог руководства (отпуштен је у октобру 1964). Током овог петогодишњег периода постављени су темељи билатералних односа између Италије и Совјетског Савеза, како на економском, тако и на политичком, културном и техничко-научном плану. Другу фазу, од краја 1964. до 1968., у СССР-у је карактерисао успон Брежњевљевог руководства, ау Италији почетак органског левог центра са владама Мороа, у оквиру којих је Фанфани имао улогу министра спољних послова. у више наврата. У овој фази дошло је до стабилизације билатералних односа, као и сарадње, иако делимичне и ограничене, у главним међународним питањима. Од друге половине 1963. до краја 1964. године наступио је период успоравања билатералних односа, не толико због директних политичких избора колико због низа важних догађаја у италијанској политици, у совјетској влади и у међународном оквиру, који ставио друге приоритете на две престонице. За нешто више од годину дана, у ствари, у Италији је реализован органски пројекат левог центра, раскол Италијанске социјалистичке партије је завршен и Палмиро Тољати је умро, остављајући Комунистичку партију Италије изненада без вође; у СССР-у је смењен Хрушчов и постављен секретаријат Леонида Брежњева; штавише, умрли су међународни протагонисти детанта као што су Кенеди и Јован XXII .
Између 1958. и 1968. совјетска дипломатија је, осим неколико застоја током најакутнијих међународних криза, водила прилично линеарну политику према Италији, која се није променила ни успоном Брежњевљевог руководства. Процена постигнутих циљева и метода деловања изнета је у тајном извештају московског амбасадора у Риму Никите Рижова министру иностраних послова Громику 1969. године, који гласи: „Последњих година италијанско-совјетски односи су значајно побољшани у Сва поља. Најочигледнији искораци могу се видети у погледу економско-комерцијалних односа и техничко-научних односа, развијених на основу дугорочног трговинског споразума из 1966-1969... ] Амбасада такође сматра да је италијанска специфичност таква да ће у недостатку озбиљне и стабилне економске основе у корену совјетско-италијанских односа, могућности реализације и развоја политичке акције која има за циљ да утиче на италијанску политику у нашу корист бити веома ограничен. Напротив, наша тачна процена економских интереса Италије – који на много начина одређују њену спољну политику – могла би у одређеним околностима донети политички резултат који нам је потребан.“ 
СССР је сматрао погодним да успостави политичке односе са Италијом која је користила и друге путеве, различите од оних на каналу ПЦИ. Ово је био контекст за покушај Москве да успостави директне односе са одређеним лидерима већине и представницима владе, иницијатива која је требало да отвори сезону редовних и честих састанака. Индикативно је, на пример, да је од 1959. до 1968. године било најмање једне државне посете члана италијанске владе СССР-у или совјетске владе Италији. Неки су били посебно значајни по одјеку који су имали у билатералним односима, као што је Грончијева посета СССР-у 1960. – током које је потписан први италијанско-совјетски културни споразум-, Фанфанијева посета Москви 1961. или Громикова посета Италији 1966. године.
Совјетска стратегија тих година имала је за циљ неутралност у италијанској спољној политици. Италија је заправо задржала своје атлантистичке позиције, али је по неким питањима дошло до италијанско-совјетске идеолошке конвергенције као што је Берлинска криза 1961. године у којој је Фанфани скоро идентификован као поуздан портпарол и посредник кризе између две суперсиле.
Италија је имала највећу комунистичку партију у западном свету, са преко 2 милиона чланова. После кинеско-совјетског Сплита, партија је имала много више маневарског простора. Иако се званично није слагала са Кином, у многим стварима се оштро није слагала са Совјетима. Историјски компромис и партијско прихватање плурализма код куће, совјетска инвазија у Чехословачкој, односи са Комунистичком партијом Кине, совјетска инвазија на Авганистан и војно стање у Пољској. Совјети су понудили уступке како би придобили подршку партије за своју спољну политику. Међутим, осудио је совјетске акције у Пољској и сугерисао да су и совјетска и америчка спољна политика одвратне, Правда је осудила партијско „бласфемију“. Распад Совјетског Савеза довео је до распада партије 1991. године и подела на Демократску партију левице и Партију комунистичког обнављања („Рифондазионе Цомуниста“).
Снажна политичка веза између Италије и Совјетске Русије изграђена је током постојања Комунистичке партије Италије, која је била друга политичка партија по броју гласова од 1950-их до раних 1990-их.

### После појаве Руске Федерације
Након распада Совјетског Савеза 1991. године, Италија је прво потписала споразум о пријатељству са Руском Федерацијом 1994. а затим 1998. године. У међувремену, две земље су интензивирале економске и трговинске односе. Почетком новог века, Руска Федерација је почела да враћа економску стабилност и ствара занимљиве могућности улагања.
Русија и Италија су 2006. године потписале протокол о сарадњи у борби против криминала и одбрани грађанских слобода. Између две земље постоје блиске комерцијалне везе. Италија је други најважнији комерцијални партнер Русије у ЕУ, после Немачке, а њена државна енергетска компанија ЕНИ недавно је потписала велики дугорочни уговор са Гаспромом о увозу руског гаса у Италију.
Владе Силвија Берлусконија (2001–2006 и 2008–2011) ојачале су везе Италије са Русијом личним пријатељством италијанског премијера са руским председником Владимиром Путином.
Италија је водила дијалог са Москвом чак и када су односи са земљама НАТО- а почели да пуцају. Италија је 2007. и 2008. године била међу европским земљама (укључујући Француску и Немачку) које су биле најкритичније према плану администрације Џорџа В. Буша (2001–2009) да распореди систем противракетне одбране у „Источној Европи, мера коју Руси супротстављени. Италија – са Француском и Немачком – успротивила се намери Бушове администрације да понуди Грузији и Украјини Акциони план за чланство (Мапу), први корак у процесу придруживања, током самита НАТО-а у Букурешту у априлу 2008. Главни разлог је био тај што би приступање Грузије и Украјине изазвало погоршање односа са Русијом, а да Алијанси не би донело никакву значајну безбедносну предност.
Путинова странка Јединствена Русија је 2017. године потписала споразум са Северном лигом о јачању њихове политичке сарадње.
Бивши италијански премијер Матео Ренци, лидер Демократске странке, сугерисао је да су организације које подржава Русија  можда објављивале лажне вести у Италији како би утицале на изборне исходе, и оптужио је Покрет пет звездица за ширење информације које подржавају руску владу и спољну политику. У децембру 2017. бивши потпредседник САД Џо Бајден оптужио је Русију да помаже опозиционе Покрет пет звездица и Лега Норд .
У марту 2018, италијанска влада, на челу са Паолом Ђентилонијем, протерала је двојицу руских дипломата након случаја тровања Скрипаља у Великој Британији.
Странке које су победиле на изборима 2018. у Италији и формирале коалициону владу, Лега Норд и Покрет пет звездица, давале су глас незадовољству италијанске индустрије америчким и европским санкцијама Русији.
Дана 22. марта 2020, након телефонског разговора са италијанским премијером Ђузепеом Контеом, Путин је наредио руској војсци да пошаље лекаре, специјална возила за дезинфекцију и другу медицинску опрему у Италију, која је била европска земља која је била најтеже погођена КОВИД-19. пандемија . Председник Ломбардије Атилио Фонтана и италијански министар спољних послова Луиђи Ди Мајо изразили су захвалност Русији. Након истраге ЦОПАСИР-а, показало се да операција, која је према италијанској влади била хуманитарна мисија, није могла бити планирана за неколико сати, а истрага је показала да је италијанска влада од почетка знала да ће морати да плати све трошкове мисије. Према неким аналитичарима, руска медицинска помоћ била је покушај да се уобличе позитивна перцепција о земљи у време глобалне неизвесности.
У 2021. години, у наставку пандемије КОВИД-19, комерцијални и културни односи су били добри. Са политичке тачке гледишта, током година, односи између Русије и Италије остају јаки упркос руској анексији Крима и њеној војној операцији у Украјини.
Када је Марио Драги формирао своју владу 2021. године, заузео је јасан став подршке ЕУ и Западу изражавајући забринутост због кршења грађанских права у Русији. Драги више није помињао Русију као партнера. Уместо тога, постао је актер са којим се води дијалог.
Односи су се погоршали 24. фебруара 2022. инвазијом руских трупа у Украјину .

#### Руско-украјинска криза
Руско-украјинска криза, са размештањем руских трупа дуж целе границе са Украјином и ратом са Украјином који је уследио, је навела Италију да отвори дипломатски канал за решавање кризе. Међутим, италијанска дипломатија није успела да пружи ваљану подршку за решавање кризе са Украјином  и није успела да избегне агресију на Украјину. Италија је оштро осудила руску агресију и изразила пуну подршку Украјини. Руска агресија на Украјину изненадила је и збунила Италију и европске земље. Бивши премијер Силвио Берлускони такође је изразио шок због одлуке Владимира Путина да нападне Украјину.
Италија се у почетку противила примени оштрих економских санкција против Русије, такође зато што су оне биле много више економски кажњене за саму Италију него за Русију, међутим морала је да се придржава европског плана оштрих, али постепених економских санкција Русији.
Италијанско јавно мњење је снажно шокирано и забринуто нападом на Украјину, такође зато што је овај рат сматрало неоправданим и неоправданим, братоубилачким између становништва руског порекла и исте православне хришћанске вероисповести. Значајно присуство украјинских имиграната у Италији демонстрирало је на италијанским трговима и црквама за мир и тражење подршке од Италије.
Након што је почела руска инвазија на Украјину 2022. године, Италија је, као једна од земаља ЕУ, увела санкције Русији, а Русија је све земље ЕУ додала на листу „ непријатељских нација “. Италија се придружила другим земљама у пролеће 2022. године у проглашењу једног броја руских дипломата персонама нон грата .

## Трговински односи
Трговински односи су били фундаментални у деблокади италијанско-совјетских односа након Другог светског рата .
Тржиште Совјетског Савеза представило се италијанском пословном свету са могућностима за ширење, због величине територије и потражње становништва за робом. Између 1960. и 1963. године, извоз СССР-а у Италију порастао је са 92 на 127 милиона рубаља, извоз Италије у СССР са 81 на 121 милион рубаља.
Постојале су три главне комерцијалне операције покренуте у деценији 1958-1968: споразум са ЕНИ о увозу нафте из СССР-а потписан 1960. године (који је обновљен наредних година); споразум са ФИАТ-ом из 1966. о производњи аутомобила у Тољатију (назван по Тољатију. ); изградња гасовода ЕНИ за снабдевање Италије метаном са совјетских поља, за који су преговори почели средином 1960-их и завршени 1969. године.
Са економске тачке гледишта, Русија и Италија су успоставиле снажну сарадњу, посебно у области енергетике. Ово стратешко партнерство је засновано на комерцијалним и енергетским интересима. Продаја енергије је најважнија категорија у трговинској размени. Две земље су започеле сарадњу у разним другим секторима, као што су: грађевинска и аутомобилска индустрија, али и аеронаутика и војна возила.
Трговински односи између Русије и Италије доживели су пораст у овом веку, осим током финансијске кризе 2008. године која је изазвала озбиљну контракцију. Због економске кризе у 2019. години дошло је до смањења промета за око трећину (на 18,5 милиона евра).

## Споразуми
Већина односа Русије и Италије регулисана је споразумима између Русије и Европске уније, чији је део Италија. Али постоје и неки билатерални споразуми који су тренутно на снази између Италије и Русије.

### Билатерални споразум о улагању Италија - Руска Федерација
Билатерални инвестициони споразум (БИТ) је потписан између Италије и Руске Федерације и потписан је 9. априла 1996. године. Ступио је на снагу 7. јула 1997. године. Споразум се односи на промоцију и заштиту страних инвестиција између две стране. Почетно трајање је било 15 година са аутоматским обнављањем на 5 година. Стране могу једнострано одлучити да раскину уговор у било ком тренутку, уз обавештење другој страни, али у овом БИТ-у постоји и „клаузула о престанку трајања уговора“ која гарантује да ће све инвестиције направљене пре раскида уговора и даље бити заштићене током одређеног временског периода, најчешће 5, 10 или 20 година.
Споразум је тренутно на снази и предвиђа сва правила и прописе о улагању између уговорних страна и такође даје дефиницију инвестиције и инвеститора што је кључно јер само инвестиција и инвеститор који потпадају под дефиниције уговора имају право на заштиту. предвиђено уговором. Уговор такође предвиђа све стандарде третмана о којима су стране преговарале; споразум предвиђа национални третман, третман најзараженије нације, фер и правичан третман, пуну заштиту и безбедност, забрану неразумних, произвољних или дискриминаторних мера, експропријацију, заштиту од свађа, трансфер средстава, забрану испуњења услова, кровну клаузулу, Улазак и боравак особља. Поред тога, споразум предвиђа правила за решавање спорова и појашњава разлику између „решавања спорова између државе и државе“ и „решавања спорова између инвеститора и државе“.
Избијање рата у Украјини променило је односе целе међународне заједнице; постоје многе економске промене и стране инвестиције нису изузетак, а суочени са економским и политичким одлукама Русије и западних земаља могло би доћи до неког наводног кршења БИТ-а између Италије и Руске Федерације.
Русија је одговорила на економске санкције које су увеле западне владе доношењем или претњом противмера. На првом месту, руска владајућа партија је објавила нацрт закона, који је изричито подржао председник Владимир Путин, о „противмери национализације“ која ће овластити руске судове да руске компаније са страним акционарима (укључујући из Европске уније) сместе у спољну управу (реорганизација према руском закону о стечају, са екстерним менаџером који одмах смењује садашње руководство) ако предузму кораке да смање, обуставе или обуставе своје пословање. Поред тога, Русија је увела „противмеру трансфера“ која се односи на наметање ограничења на могућност страних инвеститора да отуде своје уделе у руским филијалама и непокретној имовини, као и на пренос прихода или других средстава деноминираних у страној валути без експресна дозвола руске владе.
Уколико Русија потврди све ове мере, италијански инвеститори у Русији би могли да претрпе велике губитке и могу настати спорови који би се решавали посредовањем или помирењем, али ако не успеју, инвеститори могу тражити одштету захваљујући клаузулама присутним у БИТ-у између Италије и Руска Федерација.

### Меморандум о разумевању за сарадњу у здравственом сектору
Меморандум о разумевању за сарадњу у здравственом сектору између италијанског Министарства здравља и Министарства здравља Руске Федерације потписан је у Трсту 26. новембра 2013. године. Трајање Меморандума је 5 година са аутоматским обнављањем осим ако једна од страна не одлучи да раскине уговор.
Овај споразум има различите области сарадње:
- Превенција заразних и незаразних болести
- Заштита здравља мајке и детета
- Е-здравство, телемедицина и друге информационо-комуникационе технологије које се примењују у здравству
- Организација националног здравственог система, система осигурања и сродних регулаторних аспеката
- Трансплантација органа, ћелија и ткива
- Увођење иновативних медицинских технологија и процедура
- Методике наставе из области здравља [59]

### Споразум између Италије и Руске Федерације о демонтирању нуклеарног наоружања
Споразум о сарадњи у разградњи нуклеарног наоружања које подлеже смањењу у Руској Федерацији у области културне, техничке, научне и економске сарадње потписан је 1. јануара 1993. године, а ступио је на снагу 15. марта 1995. године. Уговор је трајао 5 година уз прећутно обнављање, а 2022. је и даље активан.
Овим споразумом Италија помаже Руској Федерацији у демонтирању нуклеарног оружја које подлеже смањењу у складу са Уговором о неширењу нуклеарног оружја потписаном 1. јула 1968.